# 헨리 토이보넨
헨리 파울리 토이보넨(핀란드어: Henri Pauli Toivonen, 1956년 8월 25일~1986년 5월 2일)은 핀란드의 전 랠리 자동차 경주 선수이다.
1956년 이위배스퀼래에서 태어났다. 아버지 파울리 토이보넨(핀란드어: Pauli Toivonen)은 1968년 유러피언 랠리 챔피언십에서 우승했으며, 동생 하리 토이보넨(핀란드어: Harri Toivonen)도 자동차 경주 선수가 되었다. 1980년 만 24세로 영국 롬바르드 RAC 랠리에서 첫 우승을 달성하며 2008년 야리마티 라트발라가 스웨덴 랠리를 우승하기 전까지 핀란드의 최연소 WRC 랠리 우승 기록을 보유했다. 오펠, 포르셰를 거쳐 란치아 팀에서 활동했다.

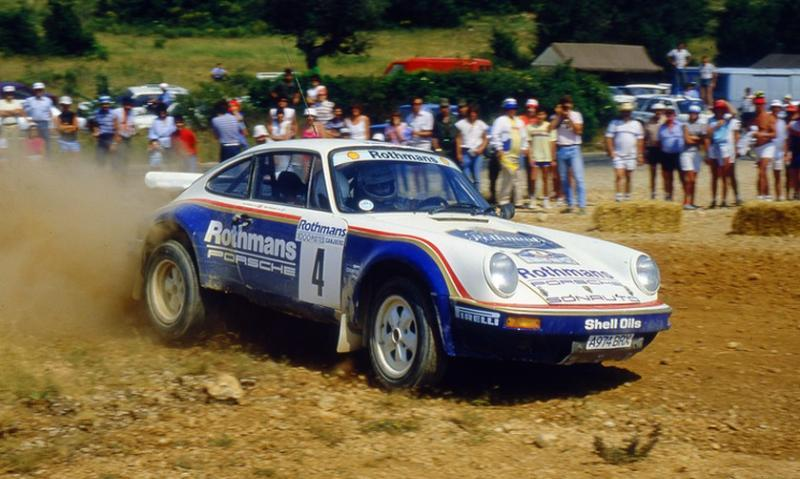
1984년 포르셰 911 SC/RS를 주행 중인 토이보넨

1986년 5월 2일 투르 드 코르스에서 선두를 달리던 도중 사고로 그가 주행하던 란치아 델타 S4 차량이 추락 후 폭발하여 코드라이버 세르지오 크레스토(Sergio Cresto)와 함께 사망하였다. 사고 당시 목격자는 없었으며, 전소된 차량의 잔해만 발견되어 사고의 원인이 밝혀지지 않았다. 사고 직후 FISA 회장인 장마리 발레스트르가 다음 시즌 그룹 B 차량을 랠리 경주에서 제외시키며 랠리에서의 슈퍼카 시대가 막을 내렸다.
토이보넨은 서킷 경주에서도 두각을 드러내어 유러피언 내구 챔피언십에서 성공적인 기록을 내었으며, 에디 조던의 포뮬러 3 팀에서 주행하였고 마치 그랑프리(March Grand Prix) 팀의 포뮬러 원 테스트 주행에 참여했다. 첫 레이스 오브 챔피언스는 토이보넨을 추모하기 위해 조직되었으며, 드라이버 우승자에게는 헨리 토이보넨 기념 트로피가 수여되고 있다.